# Ouessant
Ouessant (bretonsky Enez Eusa) je ostrov u jihozápadního konce Lamanšského průlivu, na kraji Keltského moře. Leží u pobřeží Bretaňského poloostrova a patří Francii. Jedná se o součást Bretaně a z administrativního hlediska se jedná o obec v departementu Finistère a arrondissementu Brest. Nepatří mezi Normanské ostrovy, nicméně někdy je uváděn jako jeden z ostrovů v Lamanšském průlivu. Ostrov Ouessant spolu s Molénami, jižněji položeným ostrovem Sein o okolním mořem je od roku 1988 chráněný jako biosférická rezervace UNESCO pod souhrnným názvem „Ostrovy a Iroiské moře“ ( francouzsky „Iles et Mer d'Iroise“ ).
Rozloha ostrova je 15,58 čtverečních kilometrů a žije zde přes osm set obyvatel. Správním střediskem je přístav Lampaul (bretonsky Lambaol), který se  nachází v zátoce v jižní části ostrova, s přibližně 900 stálými obyvateli.
Z ostrova pochází ovce ouessantská.
Na severovýchodě ostrova stojící maják Stiff z roku 1700 od architekta Vaubana je nejstarším funkčním majákem v Bretani.

## Geografie
Ouessant se nachází zhruba 25 km od přístavu Le Conquet na pobřeží Bretaně, z Brestu je vzdálenost přibližně dvojnásobná. Mezi Oeussantem a bretaňským pobřežím se ve směru od jihovýchodu k severozápadu táhne řetězec ostrovů Molènského souostroví (bretonsky Molenez), jehož správním střediskem je Île-Molène. U severního pobřeží Ouessantu se nachází ještě malý ostrůvek Keller. Pobřeží Ouessantu je členité, z větší části obklopené žulovými útesy. Nejvyšší bod ostrova dosahuje pouze 61 m n. m.

### Klima
Ostrov má vlastní mikroklima. Podnebí je mírné, průměrná měsíční teplota během roku činí 11,9 °C. Počasí je větrné, doprovázené občas prudkými dešti a déletrvajícími mlhami. Ani v měsících červenci a srpnu letní maxima nepřesahují 20 °C. V zimních měsících se teploty během 24 hodin pohybují od zhruba 6,5 do 11 °C, mráz je zde prakticky neznámý.

## Galerie

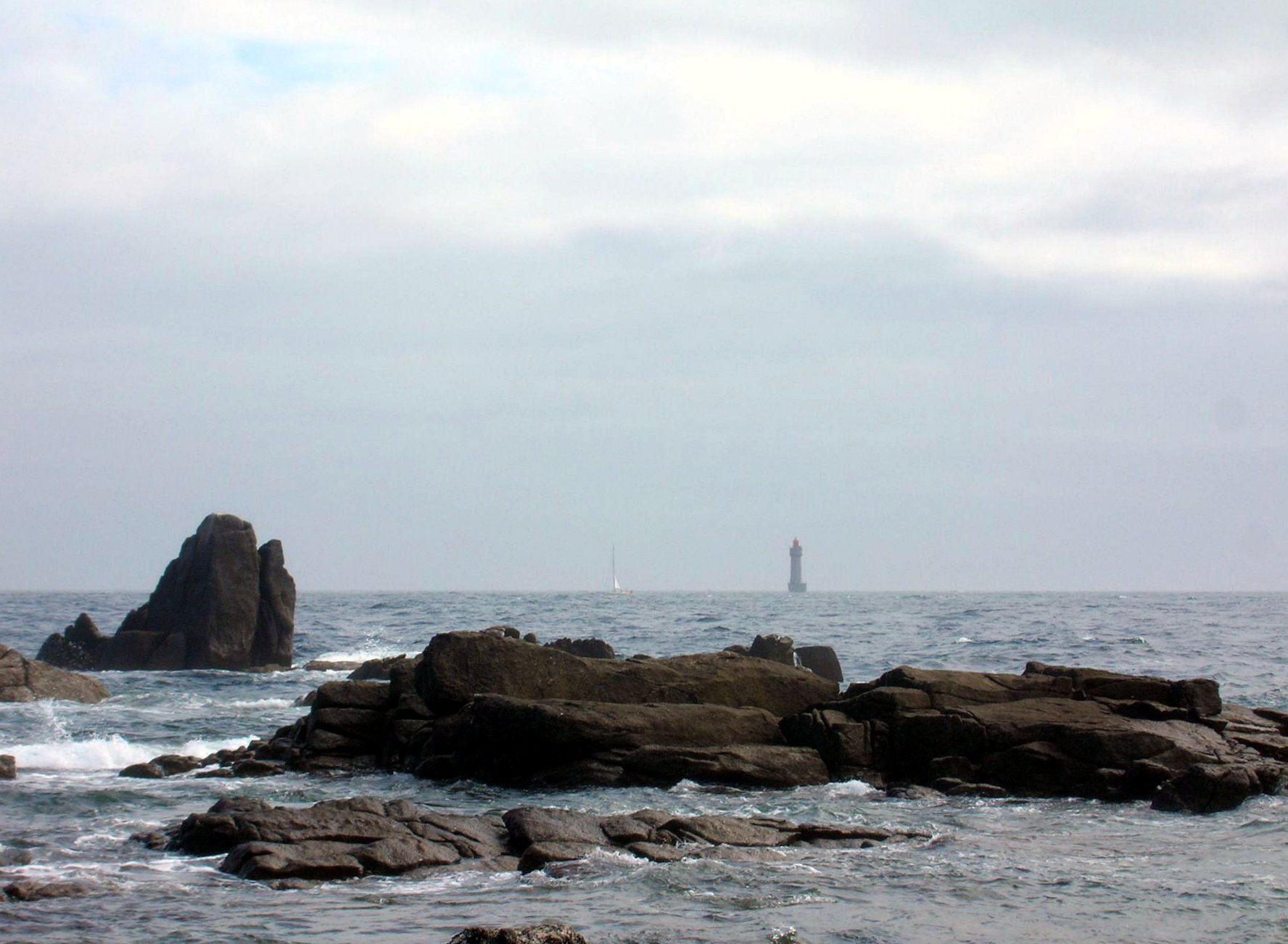
Maják La Jument u vjezdu do Lampaulské zátoky
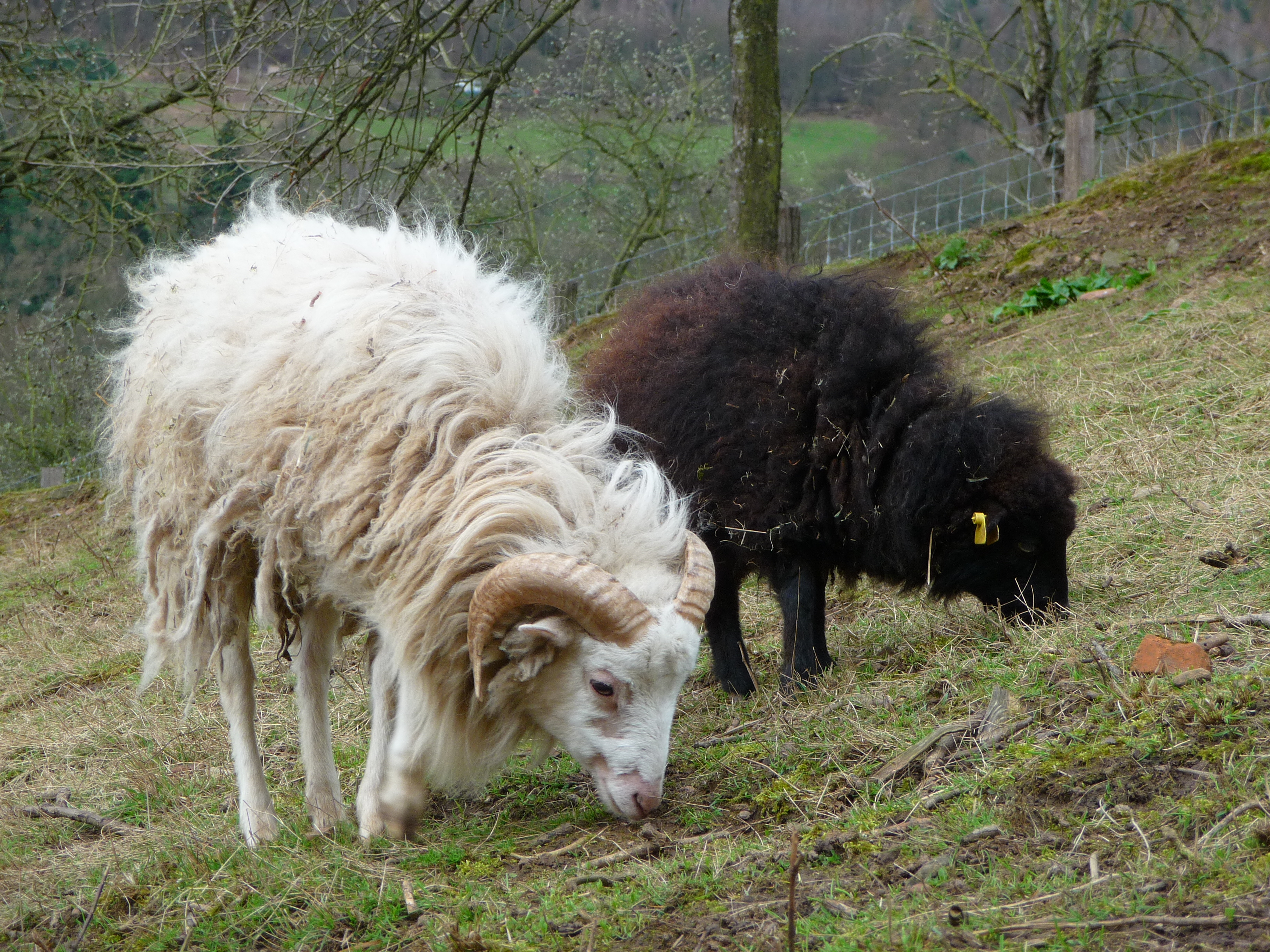
Ouessantské ovce
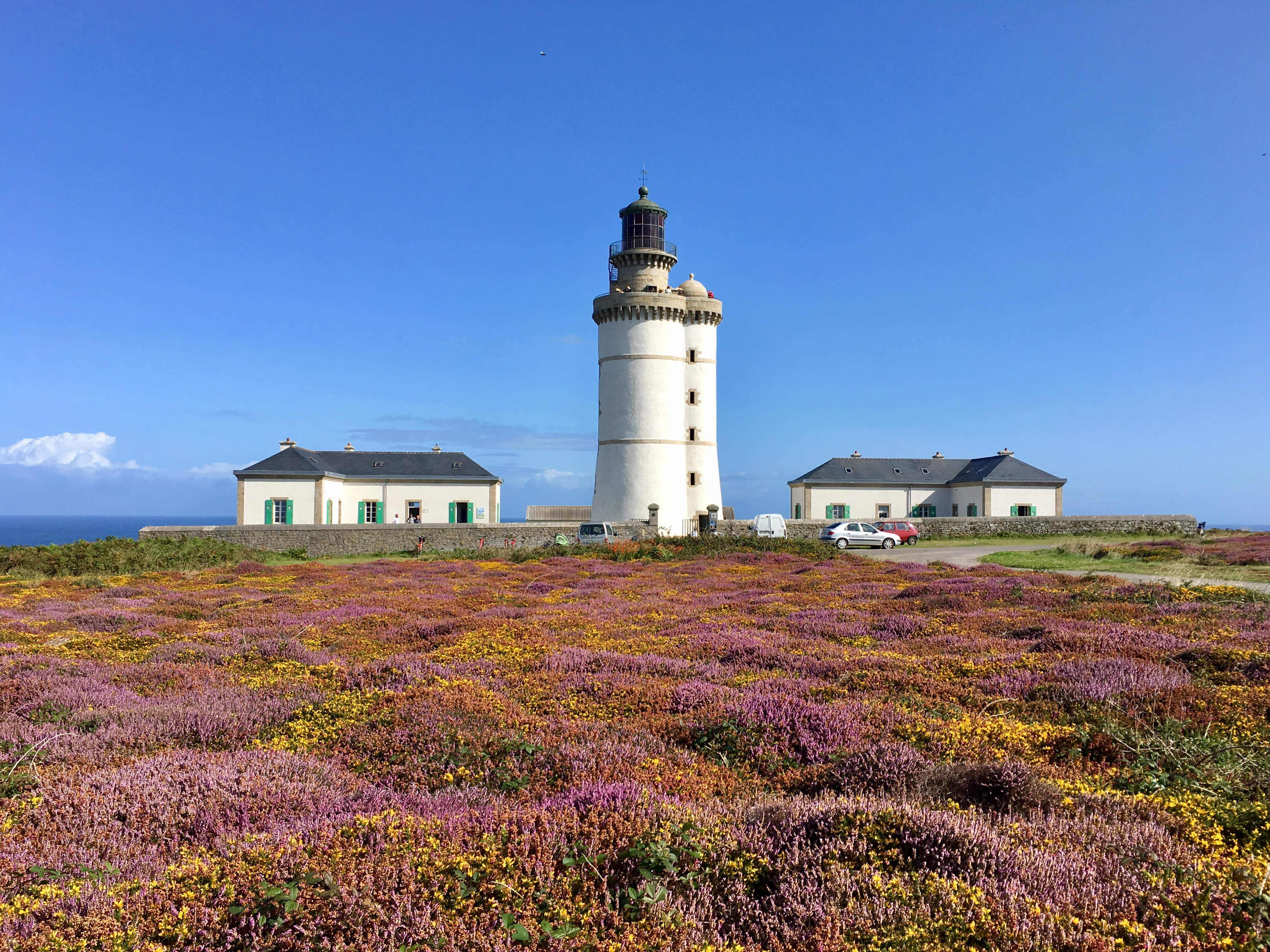
Maják Stiff na severovýchodě ostrova
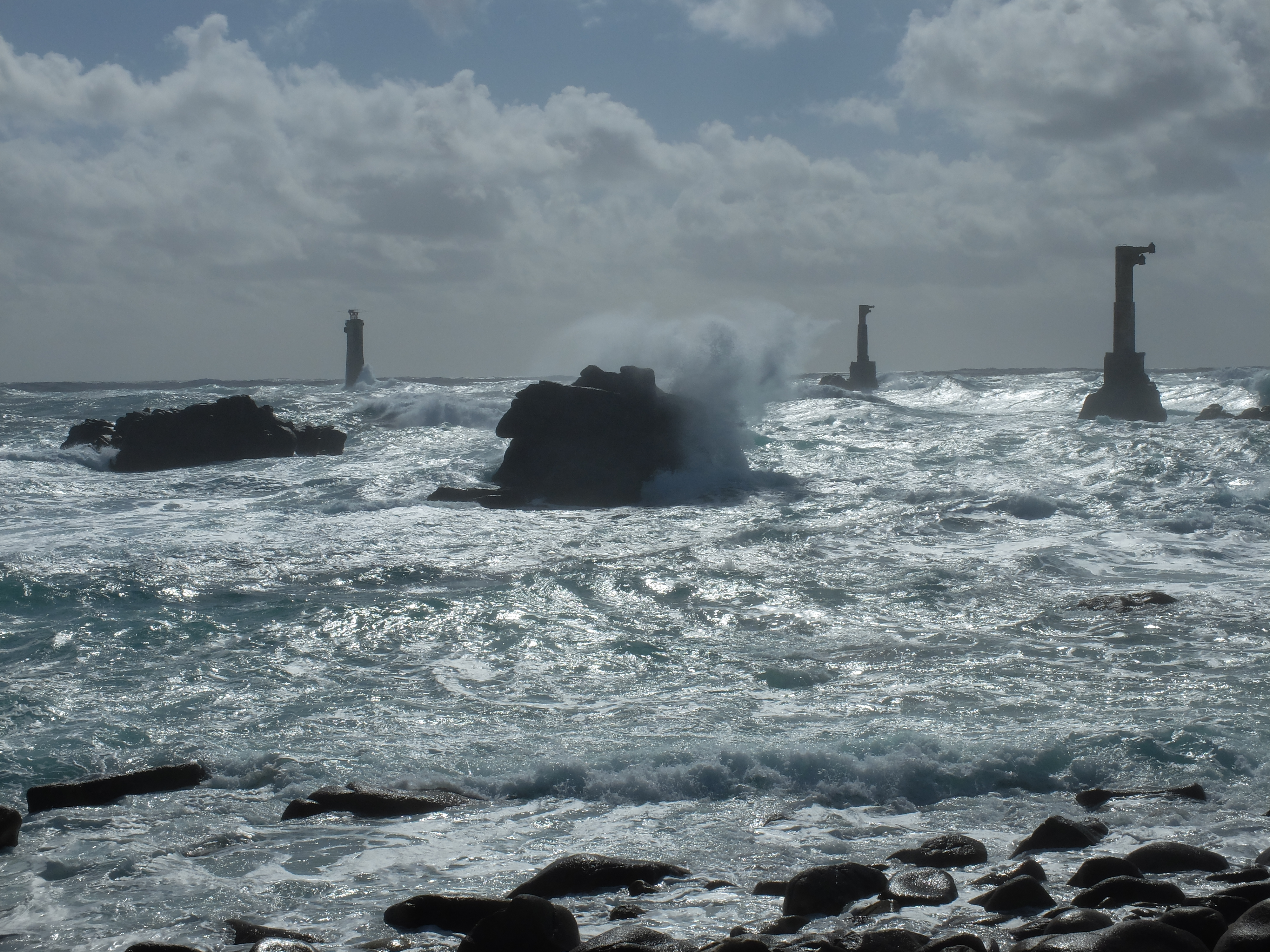
Pointe de Pern a maják Nividic
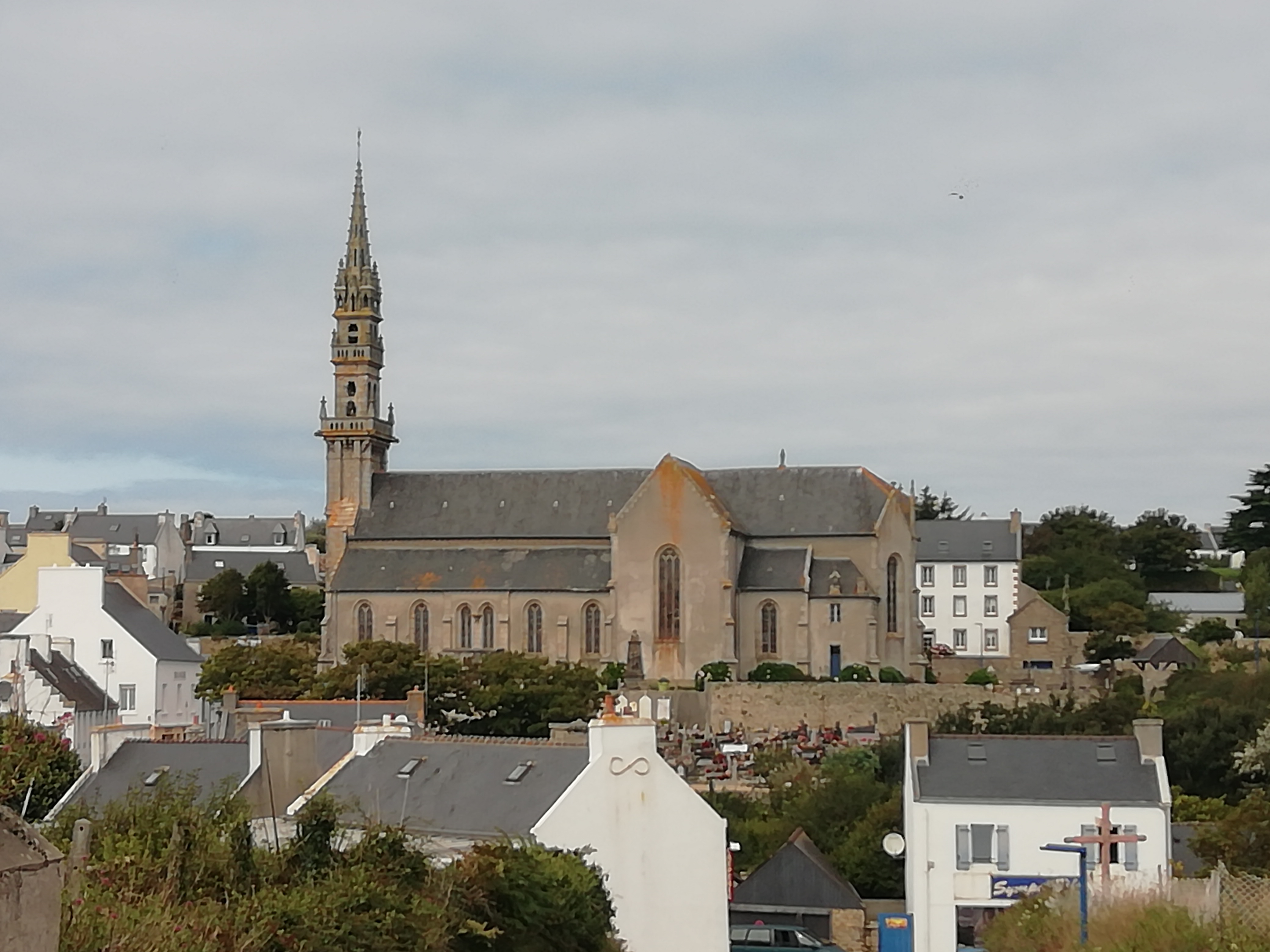
Kostel sv. Pavla v Lampaulu